# Corrado Bafile
Corrado Bafile, född 4 juli 1903 i L'Aquila, Italien, död 3 februari 2005 i Rom, var kardinal i Romersk-katolska kyrkan från 1976, den äldste i modern tid.
Bafile prästvigdes 1936 och biskopsvigdes 1960. Han upphöjdes 1976 till kardinaldiakon av Santa Maria in Portico Campitelli.